# Alloteuthis africana
Alloteuthis africana Adam, 1950, comunemente noto come calamaro africano, è una specie di cefalopode appartenente alla famiglia Loliginidae. La sua distribuzione è limitata alla costa occidentale dell'Africa, estendendosi dal sud del Marocco fino all'Angola meridionale.

## Descrizione
Il calamaro africano si distingue dalle altre specie del genere Alloteuthis principalmente per la maggiore larghezza della testa. Studi morfometrici hanno evidenziato che la larghezza della testa è la variabile principale che consente di separare A. africana da A. media e A. subulata. Inoltre, A. africana presenta una lunghezza del mantello maggiore rispetto alle altre specie del genere.

## Distribuzione e habitat
A. africana è endemico della provincia guineana, con un areale che si estende dal sud del Marocco fino all'Angola meridionale. Questa distribuzione non si sovrappone a quella delle altre due specie del genere, A. media e A. subulata, che si trovano principalmente nel Mediterraneo e nell'Atlantico nord-orientale.
A. africana abita le acque costiere della regione guineana, prevalentemente sopra la piattaforma continentale. La sua presenza è stata documentata in campioni provenienti da Guinea-Bissau e Angola, indicando una distribuzione continua lungo la costa occidentale africana.

## Biologia
Studi sull'età, la crescita e la maturazione di A. africana hanno rivelato che questa specie cresce più rapidamente in lunghezza e peso rispetto ad A. subulata. A 180 giorni di età, il mantello di A. africana è lungo il doppio e il peso corporeo è 1,2-1,5 volte maggiore rispetto ad A. subulata. Entrambe le specie raggiungono la maturità sessuale in un intervallo di età compreso tra 120 e 180 giorni. La durata della vita di A. africana, per individui nati tra gennaio e maggio sulla piattaforma del Sahara occidentale, è di circa sei mesi, significativamente più breve rispetto a quella di A. subulata nelle sue aree temperate settentrionali.

## Tassonomia
Il genere Alloteuthis comprende tre specie: A. media, A. subulata e A. africana. Analisi molecolari e morfometriche hanno supportato la distinzione di queste specie, evidenziando che A. africana è filogeneticamente distinto dalle altre due. In particolare, studi basati su dati molecolari hanno suggerito una relazione di specie sorelle tra A. media e A. subulata, con A. africana come gruppo esterno.

## Pesca
Sebbene A. africana non sia una specie di grande importanza commerciale, può essere catturato come bycatch nelle attività di pesca a strascico lungo la costa occidentale africana. La sua identificazione accurata è cruciale per la gestione sostenibile delle risorse marine nella regione.